# Brahiterapija
Brahiterapija oz. brahiradioterapija ali bližinsko obsevanje, tudi notranje obsevanje in  radioterapija z zaprtimi viri sevanja, je oblika radioterapije, pri kateri vir sevanja vstavimo v notranjost telesa. Brahiterapijo najpogosteje uporabljamo kot učinkovito zdravljenje raka materničnega vratu, prostate in dojke ter kožnega raka, primerna pa je tudi za zdravljenje raka številnih drugih organov. Brahiterapijo lahko uporabljamo samostojno ali v kombinaciji z drugimi vrstami zdravljenja, na primer s kirurgijo, z zunanjim obsevanjem (teleradioterapija - TRT) in kemoterapijo.
Za razliko od TRT, pri kateri tumor obsevamo z virom visokoenergijskih rentgenskih žarkov, ki je zunaj telesa, pri brahiterapiji vir sevanja namestimo neposredno v tumor ali njegovo bližino. Glavna značilnost brahiterapije je, da sevanje vpliva na zelo omejeno območje v bližini vstavljenih virov sevanja, izpostavljenost bolj oddaljenih zdravih tkiv pa je majhna. Pomembna lastnost brahiterapije je tudi, da ob premikanju bolnika ali tumorja viri sevanja ohranijo svoj pravilni položaj glede na tumor. Te značilnosti dajejo brahiterapiji prednost pred TRT –  omogoča namreč zdravljenje tumorja z visokimi dozami sevanja, hkrati pa zmanjša verjetnost neželene poškodbe zdravih tkiv.
Zdravljenje z brahiterapijo je mogoče opraviti v krajšem času kot z drugimi tehnikami obsevanja. To zmanjšuje možnost delitve in rasti preživelih rakavih celic v intervalih med posameznimi odmerki sevanja. Poleg tega je potrebnih manj obiskov bolnišnice kot pri TRT, zdravljenje pa v nekaterih primerih lahko izvedemo ambulantno, torej brez sprejema v bolnišnico. Brahiterapija je zato za številne bolnike dostopnejša in priročnejša. Naštete lastnosti brahiterapije zagotavljajo, da jo večina bolnikov zelo dobro prenaša.
Brahiterapija zagotavlja učinkovito zdravljenje številnih vrst raka. Objavljeni rezultati dokazujejo, da je verjetnost ozdravitve po brahiterapiji primerljiva s kirurškim zdravljenjem in TRT, pri uporabi v kombinaciji s tema načinoma zdravljenja pa lahko celo višja. Poleg tega brahiterapija, če je izvedena s pravilno tehniko, zmanjšuje tveganje za pojav hudih neželenih stranskih učinkov zdravljenja.

## Zgodovina
Prva poročila o uporabi brahiterapije segajo v leto 1901 (kmalu po Becquerelovem odkritju radioaktivnosti leta 1896), ko je Pierre Curie predlagal Henriju-Alexandru Danlosu, da bi bilo mogoče vir radioaktivnega sevanja vstaviti v tumor, takšen način obsevanja pa je predlagal tudi Alexander Graham Bell. Ugotovili so, da sevanje zmanjšuje velikost tumorjev. V začetku dvajsetega stoletja sta pionirske tehnike uporabe brahiterapije preizkušala Danlos na Inštitutu Curie v Parizu in Robert Abbe v bolnišnicah St Luke's in Memorial Hospital v New Yorku.
Po začetnem zanimanju za brahiterapijo v Evropi in ZDA je sredi dvajsetega stoletja njena uporaba upadla, kar je bilo predvsem posledica tega, da so bili zdravniki, ki so ročno vstavljali radioaktivne vire, preveč izpostavljeni sevanju.
Razvoj sistemov za oddaljeno naknadno polnjenje, ki je omogočil vstavljanje radioaktivnih virov z varne razdalje, in uporaba novih radioaktivnih virov v 50-ih in 60-ih letih 20. stoletja sta zmanjšala nevarnost izpostavljenosti sevanju za zdravnike in bolnike. S tem ter z najnovejšim razvojem metod tridimenzionalnega slikanja, računalniških sistemov za načrtovanje zdravljenja in modernih obsevalnih naprav je brahiterapija postala varno in učinkovito orodje za zdravljenje številnih vrst raka.

## Vrste
Opredeliti je mogoče različne vrste brahiterapije, in sicer glede na (1) namestitev virov sevanja, (2) hitrost pretoka doze sevanja in (3) trajanje obsevanja.

### Vstavljanje vira
Glede na način vstavljanja radioaktivnih virov ločimo intersticijsko in kontaktno brahiterapijo. 
- Pri intersticijski brahiterapiji vire vstavimo neposredno v tumor (npr. v tumor prostate ali dojke).[6]

- Pri kontaktni brahiterapiji vire sevanja vstavimo v prostor poleg tumorja/tarčnega področja.[6] Ta prostor je lahko telesna votlina (intrakavitarna brahiterapija): npr. maternični vrat, maternica ali nožnica; svetlina votlega organa (intraluminalna brahiterapija): npr. sapnik ali požiralnik; ali površina organa (površinska brahiterapija): npr. koža.[6] Vir sevanja lahko vstavimo tudi v krvne žile (intravaskularna brahiterapija) pri bolnikih z aterosklerozo z namenom preprečevanja ponovne zožitve po širjenju žil.[23]

### Hitrost pretoka doze
Hitrost pretoka doze pri brahiterapiji se nanaša na raven ali »intenzivnost«, s katero se sevanje prenaša v tkivo, izraža pa se v enoti Gray na uro (Gy/h).
- Brahiterapija z nizko hitrostjo pretoka doze (angl. low dose rate, LDR) - vstavitev virov sevanja, ki oddajajo sevanje s pretokom doze do 2 Gy/h.[24] LDR brahiterapija se pogosto uporablja za zdravljenje raka v ustni votlini[25] in ustnem delu žrela,[25] sarkomov[26] ter raka prostate.[3][27]

- Brahiterapija s srednjo hitrostjo pretoka doze (angl. medium dose rate, MDR) - pretok doze od 2 do 12 Gy/h.[24]

- Brahiterapija z visoko hitrostjo pretoka doze (angl. high dose rate, HDR) - pretok doze, višji od 12 Gy/h.[24] HDR brahiterapija se najpogosteje uporablja pri tumorjih materničnega vratu,[2] požiralnika,[28] pljuč,[29] dojk[4] in prostate.[3] HDR brahiterapija se lahko v nekaterih primerih izvaja ambulantno, brez sprejema v bolnišnico.[30]

- Brahiterapija s pulznim pretokom doze (angl. pulsed-dose rate, PDR) - kratki pulzi sevanja, običajno enkrat na uro. PDR brahiterapija posnema hitrost in biološko učinkovitost načina LDR. S PDR brahiterapijo najpogosteje zdravimo raka na rodilih[2] ter rake področja glave in vratu.[25]

### Trajanje dovajanja doze
Vstavitev virov sevanja na ciljno območje je lahko začasna ali trajna. 
- Začasna brahiterapija - vstavitev virov sevanja za določen čas (običajno nekaj minut ali ur).[6] Trajanje zdravljenja je odvisno od številnih dejavnikov, med drugim od hitrosti pretoka doze ter vrste, velikosti in mesta raka. Pri LDR in PDR brahiterapiji vir običajno ostane vstavljen do 24 ur, pri HDR brahiterapiji pa to običajno traja samo nekaj minut.[31]

- Trajna brahiterapija - vstavitev drobnih radioaktivnih zrn (približno v velikosti riževega zrna) v tumor ali tarčno področje, kjer ostanejo vse življenje, postopoma razpadajo in oddajajo sevanje. V nekaj tednih ali mesecih se raven sevanja, ki ga oddajajo viri, zmanjša na skoraj nič. Neaktivna zrna nato ostanejo na mestu zdravljenja, vendar ne učinkujejo več.[32] Trajna brahiterapija se najpogosteje uporablja pri zdravljenju raka prostate.[27]

### Elektronska brahiterapija
Pri elektronski brahiterapiji majhne nizkoenergijske rentgenske cevke namestimo v predhodno vstavljen aplikator v telesni votlini /tumorju. Te hitro dovedejo visoke doze sevanja v ciljna tkiva, hkrati pa ohranijo nizko izpostavljenost zdravih tkiv sevanju.

## Klinična uporaba
Brahiterapija se pogosto uporablja za zdravljenje raka materničnega vratu, prostate, dojk, in kožnega raka.
Brahiterapijo je mogoče uporabljati tudi za zdravljenje tumorjev možganov, oči, predela glave in vratu (ustnice, ustno dno, jezik, nosni in ustni del žrela), dihal (sapnik in sapnice), prebavil (požiralnik, žolčnik, žolčevodi, danka in zadnjik), sečil (mehur, sečevod in penis), rodil (maternica, nožnica in zunanje spolovilo) ter mehkih tkiv.
Ker je mogoče vire sevanja natančno namestiti v tumor oz. tarčno področje, brahiterapija omogoča sprostitev visoke doze sevanja v majhen, strateško pomemben volumen. Dodatna prednost brahiterapije je, da viri sevanja, ki so nameščeni v tarčno področje oz. tumor ali poleg njega, ohranijo svoj pravilni položaj glede na tarčo tudi ob premikanju bolnika ali tumorja med zdravljenjem. S tem zdravnik doseže optimalno dozo sevanja za ves volumen tumorja, tveganje za poškodbe zdravih tkiv v okolici pa je manjša. To omogoči visoko verjetnost ozdravitve ob visoki verjetnosti ohranitve delovanja zdravih organov oz. nizki verjetnosti zapletov zdravljenja.
Brahiterapija se po navadi izvaja v manjšem številu odmerkov (frakcij) kot TRT. Bolniki, ki se zdravijo z brahiterapijo, morajo zato oddelek za radioterapijo obiskati manj pogosto kot tisti, ki se zdravijo s TRT, poleg tega je celotno obsevalno zdravljenje mogoče izvesti v krajšem času. Zdravljenje z brahiterapijo pogosto poteka ambulantno. Ta prednost je še posebno pomembna za zaposlene, starejše bolnike in tiste, ki živijo daleč od bolnišnice, saj jim s tem zagotovimo lažji dostop do obsevanja, pa tudi verjetnost, da bodo upoštevali načrt zdravljenja, je višja. Krajši čas in ambulantni način zdravljenja lahko tudi izboljšata stroškovno učinkovitost radioterapevtskih oddelkov.
Brahiterapijo lahko uporabljamo kot edino zdravljenje pri majhnih ali lokalno omejenih tumorjih pod pogojem, da bolnik nima zasevkov v oddaljenih organih, tj. da se rak ni razširil na druge dele telesa). V določenih primerih je brahiterapija pristop, ki je povsem primerljiv s kirurškim, saj dosega enako verjetnost ozdravitve in ima podobno verjetnost za pojav zapletov. Pri lokalno napredovalih tumorjih kirurški poseg ne zagotavlja nujno najboljše možnosti ozdravitve, pogosto pa tudi ni tehnično izvedljiv. V takih primerih edino možnost ozdravitve ponuja obsevanje, vključno z brahiterapijo (s kemoterapijo ali brez nje). V primerih, ko je tumor težko dostopen ali je prevelik, da bi bilo mogoče zagotoviti optimalno porazdelitev sevanja, brahiterapijo kombiniramo z drugimi načini zdravljenja, na primer s TRT in/ali s kirurškim posegom. Kombinirano zdravljenje z brahiterapijo in izključno s kemoterapijo se izvaja redko.
V bolj napredovalih fazah bolezni je mogoče brahiterapijo uporabljati kot paliativno zdravljenje za lajšanje simptomov, npr. bolečin in krvavitev.

### Rak materničnega vratu
Brahiterapijo lahko uporabljamo pri zdravljenju lokalno omejenega raka materničnega vratu, torej v začetnem stadiju bolezni, kjer v izbranih primerih predstavlja enakovredno alternativo kirurškemu zdravljenju. Pri napredovalih oblikah bolezni, pri katerih kirurško zdravljenje zaradi obsežnosti tumorja ni več možno, pa obsevanje predstavlja edino možnost za ozdravitev. V teh primerih je brahiterapija ključni del obsevanja. Brahiterapija, uporabljena v kombinaciji s TRT, zagotavlja boljši izid kot zdravljenje izključno s TRT. Raka na materničnem vratu lahko zdravimo z LDR, PDR ali HDR brahiterapijo in verjetnost ozdravitve je, ne glede na hitrost pretoka doze, podobna.
Najmodernejša tehnika brahiterapije raka vratu maternice, kakršna je od leta 2006 v rabi tudi na Onkološkem inštitutu Ljubljana, temelji na uporabi magnetno-resonančnega slikanja, ki omogoča visoko natančnost obsevanja. V primerjavi s klasičnim pristopom, ki je temeljil na rentgenskem slikanju, omogoča omenjena tehnika večjo verjetnost ozdravitve ob manjši verjetnosti pojava zapletov zdravljenja.

### Rak prostate
Brahiterapijo za zdravljenje raka prostate je mogoče izvajati v obliki trajne vsaditve radioaktivnih (običajno jodovh) zrn (LDR brahiterapija) ali v obliki začasne HDR brahiterapije.
Trajna vsaditev zrn je primerna za bolnike z lokalno omejenimi, nizko-rizičnimi tumorji. Ta oblika zdravljenja se je izkazala kot zelo učinkovita pri preprečevanju ponovitve raka. Verjetnost preživetja je podobna kot pri TRT ali kirurškem posegu (radikalni prostatektomiji), vendar pa je pri tej obliki zdravljenja manj stranskih učinkov, kot sta impotenca in urinska inkontinenca. Postopek je izveden hitro in bolniki gredo običajno lahko domov že isti dan, po enem do dveh dneh pa se lahko vrnejo k običajnim aktivnostim. Trajna vsaditev zrn je manj invazivna možnost zdravljenja od kirurške odstranitve prostate.
Začasna HDR brahiterapija je novejši pristop k zdravljenju raka prostate. Podobno kot LDR pristop z radioaktivnimi zrni je HDR brahiterapija primerna za bolnike z lokalno omejenimi, nizko-rizičnimi tumorji. Poleg tega pa predstavlja odlično terapevtsko možnost tudi pri bolnikih s srednje in visoko rizično boleznijo. V teh primerih jo praviloma uporabljamo kot dodatek k zdravljenju s TRT za zagotovitev visoke doze v prostati (poznana tudi kot »boost« terapija). Princip HDR brahiterapije prostate temelji na začasni vstavitvi votlih igel v področje prostate skozi presredek. Med vstavljanjem igel je bolnik v anesteziji, igle pa zdravnik vstavi pod nadzorom ultrazvoka. Igle nato naknadno napolnijo z radioaktivnim iridijevim virom. Polnjenje igel je natančno računalniško krmiljeno in prilagojeno obliki tumorja, prostate in okolnih zdravih tkiv vsakega posameznega bolnika. Na ta način je možno zelo natančno, ciljano obsevanje, katerega namen je uničenje tumorskih celic ob ohranitvi zdravih celic v okolici. Takšen pristop se odraža v odličnih rezultatih zdravljenja, za katere je značilna visoka verjetnost ozdravitve ob nizki verjetnosti zapletov. HDR brahiterapija torej predstavlja odlično možnost zagotavljanja visoke doze sevanja, ki se prilagodi obliki tumorja in prostate, hkrati pa zmanjšuje obsevanje okoliških tkiv. HDR brahiterapija prostate ima določene prednosti pred kirurško terapijo. Verjetnost za razvoj stranskih učinkov, kot sta impotenca in urinska inkontinenca je po brahiterapiji nižja kot po kirurgiji, Pomembna prednost HDR brahiterapije v primerjavi s krurgijo ali TRT je tudi krajši čas zdravljenja. HDR brahiterapijo prostate izvajajo tudi na Onkološkem inštitutu Ljubljana. 

### Rak dojke
Obsevanje predstavlja pomemben del celostnega pristopa k zdravljenju raka dojke. Brahiterapija v tem kontekstu igra vlogo pooperativnega ali uvodnega zdravljenja in v primerih napredovale bolezni paliativnega zdravljenja za lajšanje simptomov. Pooperativno brahiterapijo dojke praviloma izvajamo po obsevanju celotne dojke s TRT največ zmerne doze. Z uporabo takšnega pristopa dosežemo ciljano zvišanje obsevalne doze v ležišču odstranjenega tumorja in v največji možni meri zmanjšamo obsevanost zdravega tkiva dojke, kože, pljuč in drugih okolnih struktur. V zadnjem času pa brahiterapijo uporabljamo tudi kot samostojno metodo pooperativnega obsevanja (brez TRT) pri izbranih bolnicah z rakom dojke. To tehniko zdravljenja imenjujemo APBI (angl. Accelerated Partial Breast Irradiation - pospešeno obsevanje dela dojke). Pri APBI obsevamo samo tisti predel dojke, ki je neposredno obkrožal odstranjeni tumor. APBI zdravljenje je običajno končano v enem tednu. Dosedanje raziskave, pri katerih so ženske spremljali do 6 let po zdravljenju, so pokazale, da brahiterapija zagotavlja odlično možnost za lokalno ozdravitev. Trenutno poteka primerjalna študija izidov terapij APBI in EBRT v obdobju do 10 let po zdravljenju.
Brahiterapijo v zdravljenju raka dojke običajno izvajamo v obliki začasne HDR brahiterapije. Pri intersticijski brahiterapiji vstavitvi gibljivih plastičnih aplikatorskih cevk v dojko v splošni anesteziji sledi slikanje in računalniško načrtovanje obsevanja. Ko je računalniški načrt obsevanja izdelan, aplikatorske cevke povežemo z brahiterapevtsko napravo za naknadno polnjenje, ki z računalniškim vodenjem varno in učinkovito obseva ležišče tumorja. Obsevanje se pri vsaki terapiji izvaja samo nekaj minut. Ob koncu zdravljenja aplikatorske cevke odstranimo. Pri intrakavitarni brahiterapiji dojke, ki je poznana tudi kot balonska brahiterapija (npr. MammoSite), se za dovajanje sevanja uporablja en sam kateter, pritrjen na balon, ki ga vstavimo v dojko na mesto, kjer je ležal odstranjeni tumor in ga tam napihnemo. Obstajajo tudi naprave za brahiterapijo dojke, ki združujejo funkcije intersticijske in intrakavitarne brahiterapije (npr. SAVI). Te naprave uporabljajo več katetrov, ki pa se v dojko vstavijo skozi eno vstopno točko. Raziskave kažejo, da uporaba več katetrov zdravnikom omogoča natančnejše obsevanje.

### Kožni rak
Brahiterapija za nemelanomski rak kože, kot sta karcinom bazalnih celic in ploščatocelični karcinom, predstavlja alternativo operativnemu zdravljenju ali TRT. Še posebej primerna je za zdravljenje raka na nosu, ušesih, očesnih vekah ali ustnicah, kjer lahko operativni poseg pusti za posledico moteno funkcijo organa oz. zahteva obsežno rekonstrukcijo. Za zagotavljanje tesnega stika med virom oz. viri sevanja in kožo moramo uporabiti različne aplikatorje, ki se prilegajo kožnim krivinam in pomagajo pri zagotavljanju natančnega dovajanja optimalne obsevalne doze.
Brahiterapija pri kožnem raku zagotavlja dobre kozmetične rezultate in je klinično učinkovita. Raziskave, pri katerih so bolnike spremljali do 5 let po končani terapiji, so pokazale, da je brahiterapija v primerjavi s TRT zelo učinkovita v smislu lokalnega nadzora. Čas zdravljenja je običajno kratek, kar je za bolnike priročnejše. Kot kaže, bi lahko brahiterapija v bližnji prihodnosti postala standard za zdravljenje kožnega raka.

### Druge aplikacije
Brahiterapija predstavlja pomembno tehniko zdravljenja tudi pri številnih drugih tumorjih in tudi pri nekaterih nemalignih boleznih ter stanjih. Brahiterapija se je izkazala za učinkovito metodo preprečevanja žilnih zožitev (stenoz) in ponovnih zožitev (restenoz) v žilnih opornicah. Brahiterapevtski aplikator – žilni kateter namestimo na prizadeto mestov v krvni žili in skozenj vstavimo vir sevanja za določen čas.

## Stranski učinki
Verjetnost za nastanek in vrsta akutnih, subakutnih in kroničnih stranskih učinkov, povezanih z brahiterapijo, sta odvisni od mesta tumorja in vrste brahiterapije.

### Akutni
Akutni stranski učinki brahiterapije so lahko: lokalne modrice, oteklina, krvavitev ali neugodje na mestu vsadka. Ti učinki običajno izginejo v nekaj dneh po končanem zdravljenju. Bolniki lahko krajše obdobje po koncu zdravljenja čutijo tudi utrujenost.
Zdravljenje raka materničnega vratu ali prostate z brahiterapijo lahko povzroči tudi pojav akutnih in začasnih simptomov na sečilih, na primer zadrževanje ali uhajanje urina, ali bolečega uriniranja. Pojavijo se lahko tudi prehodni stranski učinki s strani prebavil, kot so pogostejše odvajanje blata, driska, zaprtje ali manjše krvavitve iz danke. Akutni in subakutni stranski učinki običajno izzvenijo v nekaj dneh ali tednih. Pri trajni brahiterapiji raka prostate (z zrni) obstaja majhna možnost, da se nekatera zrnca premaknejo v sečni mehur in se izločijo z urinom.
Brahiterapija kožnega raka lahko povzroči luščenje zunanjih plasti kože (deskvamacijo) okoli zdravljenega območja še nekaj tednov po zaključku terapije. Koža se ponovno zaceli v 5–8 tednih. Po zdravljenju raka ustnice so lahko posledica brahiterapije razjede, ki pa se običajno pozdravijo v 4–6 tednih.
Večino akutnih stranskih učinkov brahiterapije je mogoče zdraviti z zdravili ali dieto in običajno po zaključku zdravljenja sčasoma minejo (običajno v nekaj tednih).

### Kronični
Pri manjšem številu bolnikov lahko brahiterapija povzroči kronične stranke učinke, ki so posledica poškodb okolnih tkiv oziroma organov. Kronični stranski učinki so po naravi običajno blagi ali zmerni in se lahko razvijejo tudi več mesecev do let po končanem zdravljenju. Po zdravljenju raka materničnega vratu ali prostate se lahko pojavijo težave z odvajanjem vode ali prebavne težave. Večinoma so omenjene težave obvladljve z  enostavnimi dietnimi ukrepi in zdravili. Zelo redko je potrebno intenzivnejše in dolgotrajno zdravljenje.
Brahiterapija raka prostate pri približno 15–30 % bolnikov povzroči erektilno disfunkcijo. Tveganje za pojav erektilne disfunkcije je povezano tudi s starostjo (večje je pri starejših moških kot pri mlajših) in ravnijo  disfunkcije, ki je prisotna pred brahiterapijo. Pri večini bolnikov, pri katerih se pojavi erektilna disfunkcija, je težavo mogoče uspešno zdraviti z zdravili, kot je Viagra. Treba pa je poudariti, da je tveganje za pojav erektilne disfunkcije po brahiterapiji manjše kot po kirurški terapiji - radikalni prostatektomiji.
Brahiterapija raka dojke ali kožnega raka lahko povzroči brazgotine in/ali spremenjeno pigmentiranost kože okoli obsevanega območja. Pri brahiterapiji dojke redko pride do nekroze maščobnega tkiva, ki je posledica vstopa maščobnih kislin v tkiva dojke. Posledici sta lahko oteklina in občutljivost dojke. Nekroza maščobnega tkiva je benigno stanje in se običajno pojavi v 4–12 mesecih po zaključku zdravljenja, prizadene pa približno 2 % bolnic.

## Varnost drugih oseb
Bolniki pogosto sprašujejo, če so po brahiterapiji potrebni posebni varnostni ukrepi za zaščito družinskih članov in prijateljev. Če je uporabljena začasna brahiterapija, v telesu po zdravljenju ne ostanejo viri radioaktivnega sevanja. To pomeni, da ni nobene nevarnosti, da bi bili družinski člani ali prijatelji, ki se približajo zdravljenemu bolniku, izpostavljeni kakršnemukoli sevanju. Če je uporabljena trajna brahiterapija, v telesu po zdravljenju ostanejo viri, ki oddajajo nizko dozo radioaktivnega sevanja (zrna), ki se sčasoma še zmanjšuje. Tako sevanje vpliva samo na tkiva, ki so do nekaj milimetrov oddaljena od virov radioaktivnega sevanja (torej na tumor). Nekaterim bolnikom, ki se zdravijo s trajno brahiterapijo, svetujejo, naj krajše obdobje po zdravljenju ne pestujejo dojenčkov in se ne približujejo nosečnicam. Onkologi in medicinske sestre, specializirani za obsevanje, bolnikom posredujejo natančna navodila in jim svetujejo, kako dolgo naj bodo previdni.

## Postopek brahiterapije
V okviru začetnega načrtovanja brahiterapije je treba izvesti natančne klinične in radiološke preiskave, s katerimi ugotovimo značilnosti tumorja. Uporabimo lahko več slikovnih metod, s katerimi prikažemo obliko in velikost tumorja ter njegov odnos  z okolnimi tkivi in organi. Te metode vključujejo rentgensko slikanje, ultrazvok, računalniško tomografijo (CT) in slikanje z magnetno resonanco (MRI). Na podlagi podatkov, pridobljenih s kliničnim pregledom in slikovno diagnostiko, ustvarimo 3D sliko tumorja in okolnih tkiv.
Ko so zbrani vsi podatki, pripravimo načrt za optimalno porazdelitev virov sevanja – določimo položaj nosilcev vira (aplikatorjev), ki se uporabljajo za dovajanje sevanja na mesto zdravljenja. Aplikatorji so običajno igle ali plastični katetri, ki niso radioaktivni. Vrsta aplikatorja, ki bo uporabljena, je odvisna od vrste raka in lokalizacije tumorja.
Namen začetnega načrtovanja je, da bi se med zdravljenjem izognili »hladnim točkam« (premalo obsevanja) in »vročim točkam« (preveč obsevanja), ki so lahko vzrok za manj uspešno zdravljenje in večjo verjetnost pojava stranskih učinkov.

### Vstavljanje in slikanje aplikatorjev
V skladu z izdelanim načrtom v tarčno tkivo vstavimo aplikatorje. Med vstavitvijo je bolnik praviloma v anesteziji. Pri nameščanju aplikatorjev v pravilni položaj si pomagamo z različnimi slikovnimi metodami, kot so rentgen, fluoroskopija in ultrazvok, v nekaterih primerih pa tudi CT in/ali  MRI. Ko so aplikatorji vstavljeni, jih učvrstimo s trakovi, šivi ali lepilnim trakom (odvisno od lokalizacije tumorja), da preprečimo njihovo premikanje. Ko potrdimo, da so aplikatorji v pravilnem položaju, je mogoče z nadaljnjim slikanjem izpeljati podrobno načrtovanje zdravljenja.

### Ustvarjanje »virtualnega«bolnika
Slike bolnika z nameščenimi aplikatorji uvozimo v računalniški program za načrtovanje zdravljenja, bolnika pa odpeljemo v namensko zaščiteno sobo za izvedbo zdravljenja. Programska oprema za načrtovanje zdravljenja omogoča pretvorbo več 2D slik  v 3D »virtualnega bolnika«, v katerem je mogoče določiti položaj aplikatorjev. Prostorsko razmerje med aplikatorji, mestom zdravljenja in okoliškimi zdravimi tkivi v tem »virtualnem bolniku« je kopija dejanskih razmerij v telesu bolnika. 

### Optimizacija načrta obsevanja
Programska oprema za načrtovanje zdravljenja omogoča vstavljanje virtualnih virov sevanja v virtualnega bolnika, s tem pa določitev optimalne prostorske in časovne porazdelitve virov sevanja v aplikatorjih, vstavljenih v tkivo ali telesno votlino. Programska oprema prikaže grafično predstavitev porazdelitve obsevanja. Ekipi, ki izvaja brahiterapijo, ta služi kot vodilo in ji pomaga natančno določiti porazdelitev virov ter pripravo načrta zdravljenja, optimalno prilagojenega anatomiji posameznega bolnika, preden se začne dejansko izvajanje obsevanja.

### Izvedba zdravljenja
Viri sevanja, ki se uporabljajo za brahiterapijo, so zaprti v kapsuli, ki ni radioaktivna. Vire lahko vstavljamo ročno, pogosteje pa se vstavljajo s tehniko, imenovano »naknadno polnjenje«.
Ročno izvajanje brahiterapije je zaradi tveganja izpostavljenosti kliničnega osebja sevanju omejeno na nekaj aplikacij LDR.
Pri naknadnem polnjenjenju, za razliko od ročne brahiterapije, neradioaktivne aplikatorje (nosilce vira sevanja) natančno namestimo na mesto zdravljenja, v njih pa naknadno vstavimo viri sevanja. Pri ročnem naknadnem polnjenju vir v aplikator vstavi operater.
Strojni sistemi za oddaljeno naknadno polnjenje zagotavljajo zaščito zdravstvenega osebja pred izpostavljenostjo sevanju, saj so viri sevanja v posebnem zaščitnem sefu. Ko so aplikatorji pravilno nameščeni v bolnika, jih z nizom priključnih vodilnih cevk povežemo z napravo za naknadno polnjenje (ki vsebuje radioaktivni vir). Načrt zdravljenja se pošlje v napravo za naknadno polnjenje, ki nadzoruje dovajanje vira po vodilnih cevkah na predhodno določena mesta v aplikatorju. Ta postopek se začne šele, ko osebje zapusti prostor za zdravljenje. Viri sevanja ostanejo na vnaprej določenih mestih v aplikatorju za vnaprej določen čas, spet v skladu z načrtom zdravljenja, zatem pa se po cevkah vrnejo v napravo za naknadno polnjenje.
Po končanem zdravljenju z radioaktivnimi viri se aplikatorje previdno odstrani iz telesa. Bolniki si po brahiterapiji običajno hitro opomorejo, zato jo je v določenih primerih mogoče izvajati cello ambulantno.